# Рестигуш (река)
 Рестигуш  (англ. Restigouche River) — река на северо-западе провинции Нью-Брансуик, Канада.
Исток находится в Аппалачских горах. В верховьях течёт в юго-восточном направлении, затем поворачивает на северо-восток, у Кэмпбелтона разливается и образует широкий эстуарий длиной 25 километров, впадает в залив Шалёр у города Далхузи. В нижнем течении образует границу между провинциями Нью-Брансуик и Квебек. В 1998 году верхняя часть реки длиной 55 км включена в Список охраняемых рек Канады.

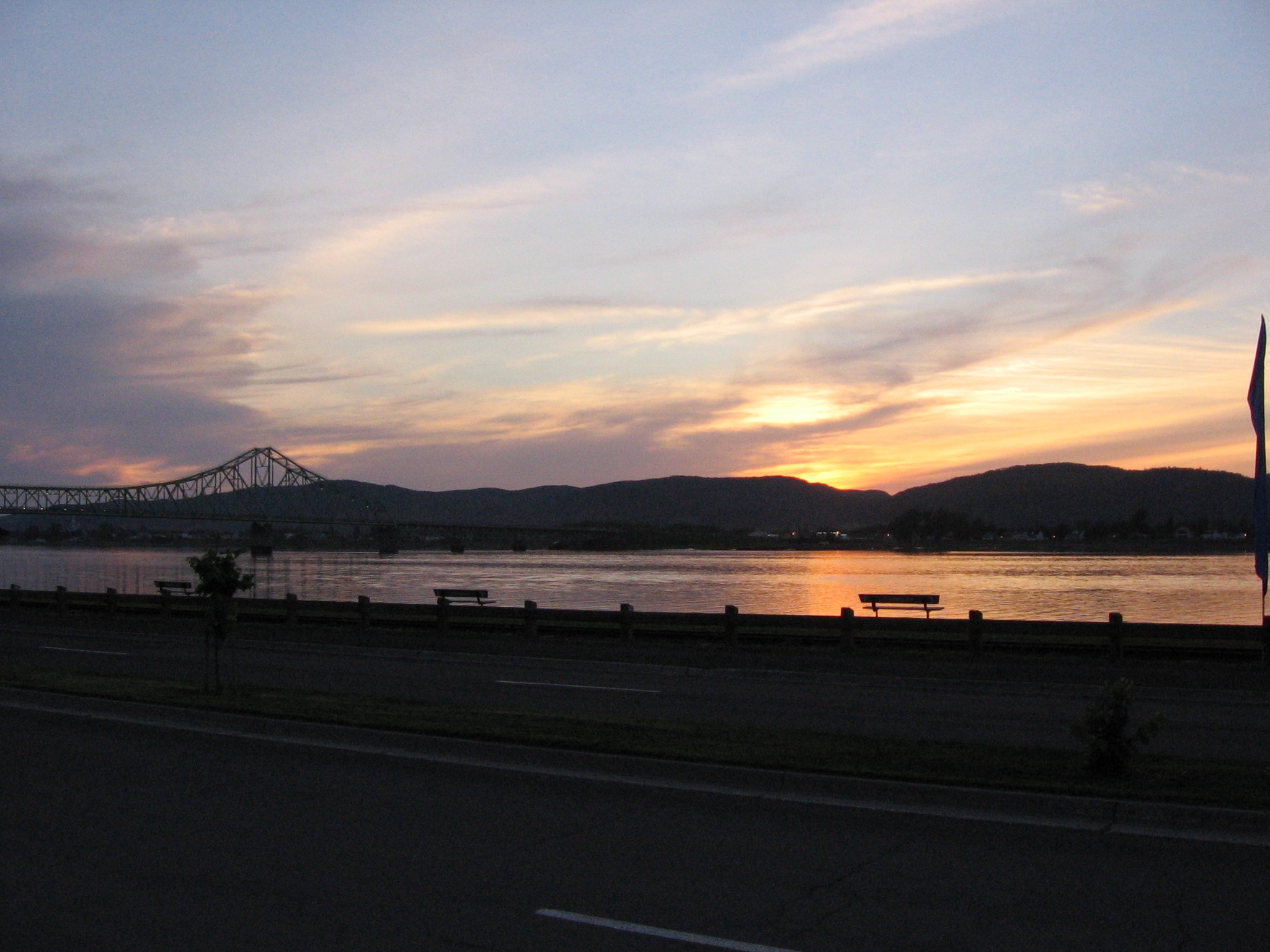
Вечер на Рестигуше

Название реки происходит от микмакского слова Listuguj (что означает «Пять пальцев»).
В 1760 году в устье реки произошла Битва при Рестигуше между флотами Англии и Франции, заключительная морская битва Семилетней войны, закончившаяся победой англичан. В результате поражения в Семилетней войне Франция потеряла Канаду.
Река славится своей рыбалкой на атлантического лосося. Многие известные люди со всего мира рыбачили здесь, в том числе Эдуард VIII, Уоллис Симпсон, Хьюберт Хамфри, лорд Бивербрук, Бинг Кросби, Луи Лоран, Морис Ришар, Норман Шварцкопф, Джордж Буш старший и Брайан Малруни.